# OR6M1
OR6M1 (англ. Olfactory receptor family 6 subfamily M member 1) – білок, який кодується однойменним геном, розташованим у людей на короткому плечі 11-ї хромосоми. Довжина поліпептидного ланцюга білка становить 313 амінокислот, а молекулярна маса — 35 328.
| 10         |  | 20         |  | 30         |  | 40         |  | 50         |
| ---------- |  | ---------- |  | ---------- |  | ---------- |  | ---------- |
| MGNWSTVTEI |  | TLIAFPALLE |  | IRISLFVVLV |  | VTYTLTATGN |  | ITIISLIWID |
| HRLQTPMYFF |  | LSNLSFLDIL |  | YTTVITPKLL |  | ACLLGEEKTI |  | SFAGCMIQTY |
| FYFFLGTVEF |  | ILLAVMSFDR |  | YMAICDPLHY |  | TVIMNSRACL |  | LLVLGCWVGA |
| FLSVLFPTIV |  | VTRLPYCRKE |  | INHFFCDIAP |  | LLQVACINTH |  | LIEKINFLLS |
| ALVILSSLAF |  | TTGSYVYIIS |  | TILRIPSTQG |  | RQKAFSTCAS |  | HITVVSIAHG |
| SNIFVYVRPN |  | QNSSLDYDKV |  | AAVLITVVTP |  | LLNPFIYSLR |  | NEKVQEVLRE |
| TVNRIMTLIQ |  | RKT        |  |            |  |            |  |            |

A: Аланін

C: Цистеїн

D: Аспарагінова кислота

E: Глутамінова кислота

F: Фенілаланін

G: Гліцин

H: Гістидин

I: Ізолейцин

K: Лізин

L: Лейцин

M: Метіонін

N: Аспарагін

P: Пролін

Q: Глутамін

R: Аргінін

S: Серин

T: Треонін

V: Валін

W: Триптофан

Кодований геном білок за функціями належить до рецепторів, g-білокспряжених рецепторів, білків внутрішньоклітинного сигналінгу. 
Локалізований у клітинній мембрані, мембрані.